# Культ проект
Культ проект — московская галерея, расположенная по адресу 2-й Обыденский переулок, 12А.

## История
В состав входят или входили Александр Константинов, Пётр Белый, Мария Кулагина, Михаил Яхилевич, Виктор Лукин, Юрий Ващенко, Юрий Купер, Петр Перевезенцев, Игорь Шелковский, Константин Ротов, Владимир Фаворский, Сергей Якунин, Тонино Гуэрра, Борис Мессерер, Григорий Ингер, Гавриил Гликман, Владимир Наседкин, Николай Наседкин, Андрей Бисти, Валера и Наташа Черкашины, Ольга Булгакова и другие.
25 сентября 2008 года была открыта галерея, расположенная по адресу 2-й Обыденский переулок, 12А. Согласно заявлению галереи, её целью является проведение тематических выставок, на которых представлены проекты. Последние могут включать в себя издания каталогов, мастер-классы художников, встречи и лекции. По словам директора галереи Юлии Манусевич, художники не планируют «заниматься contemporary art, скорее, деятельность галереи будет связана с возвращением забытых имен», отметив, в частности, провинциальных малоизвестных художников или тех, кто эмигрировал. На открытии галереи был представлен театральный проект (выставка) Юрия Купера «Кармен».
В 2013 году проект «Невидимая граница» вошёл в шорт-лист премии Сергея Курёхина. В 2014 году с проектом «Урбанизм Рго&Соntrа» была номинантом на премию Кандинского.
В 2015 году стальные скульптуры Игоря Шелковского были представлены на ярмарке современного искусства в Москве, стоимость его произведения — 15 тысяч евро.